# Joan Wiffen
Joan Wiffen (* 4. Februar 1922; † 30. Juni 2009 in Hastings (Neuseeland)) war eine neuseeländische Amateur-Paläontologin und Pionierin für Dinosaurierfunde auf Neuseeland.

## Leben
Wiffen wuchs in Havelock North und King County in Neuseeland auf und verließ mit 16 Jahren die Schule, um in die Women’s Auxiliary Air Force in Neuseeland einzutreten, bei der sie während des Zweiten Weltkriegs diente. Danach war sie Büroangestellte. 1953 heiratete sie Pont Wiffen und hatte mit ihm zwei Kinder, einen Sohn und eine Tochter. Sie wohnte in Haumoana bei Hastings. Das Ehepaar sammelte in seiner Freizeit Fossilien, Mineralien und Muscheln auf ausgedehnten Reisen in Neuseeland und Australien. Daneben nahm Wiffen Abendkurse in Geologie.
Joan Wiffen entdeckte 1975 die ersten Dinosaurierfossilien auf Neuseeland in der Hawkes Bucht auf der Nordinsel (Maungahounga Valley). Dabei folgte sie Hinweisen auf Reptilienfunde in einer alten geologischen Karte. Zuerst fand sie den Schwanzknochen eines Theropoden der späten Kreide, dann auch von Hypsilophodonten, Pterosauriern, einem Ankylosaurier, Mosasauriern (sie benannte Moanasaurus nach dem Maori-Wort für Meer) und Plesiosauriern und 1999 den Wirbel eines Titanosauriers. Ihre Funde befinden sich überwiegend im staatlichen GNS Science Institut.
Insgesamt kennt man vier Fundstätten von Dinosauriern in Neuseeland (Hawkes Bay, die aber entlegen ist und da sie in einem Privatwald liegt Erlaubnis zur Begehung erfordert, Port Waikato, wo die Zehe eines Theropoden gefunden wurde, Chatham Islands, Fußspuren an der Küste bei Farewell Spit), wo eine systematische staatlich geförderte Suche nach Dinosauriern bisher heute (2016) nicht stattfand.
Sie erhielt 2004 den Morris Skinner Award der Society of Vertebrate Paleontology. 1995 wurde sie CBE. 1994 wurde sie Ehrendoktor der Massey University.
Sie veröffentlichte rund ein Dutzend wissenschaftliche Aufsätze und das Buch Valley of the Dragons.

## Schriften
- Valley of the dragons: The story of New Zealand’s dinosaur woman, Random Century 1991